# You Can't Triple Stamp a Double Stamp
 (janvier 2014).
Si vous disposez d'ouvrages ou d'articles de référence ou si vous connaissez des sites web de qualité traitant du thème abordé ici, merci de compléter l'article en donnant les références utiles à sa vérifiabilité et en les liant à la section « Notes et références ».
Albums de Buckethead
pike 43
(2013) The Coats of Claude
(2013)
You Can't Triple Stamp a Double Stamp est le 74e album de Buckethead et le 44e volume de la série « Buckethead Pikes ». L'album est sorti en version numérique le 9 janvier 2014. En plus de la version numérique, deux différentes éditions limités ont été annoncées, et sortiront le 31 janvier 2014. Le premier format est composé de 300 copies de l'album, signés par buckethead. La seconde version est un nombre limité de copies, avec une pochette dessinée main par buckethead lui-même. La seconde version a été proposée jusqu'au 16 janvier, date de fin des stocks.
Une version standard a été annoncée, mais n'est toujours pas disponible.

## Liste des titres
| 1.    | You Can't Triple Stamp a Double Stamp | 2:27 |
| 2.    | Avalanche                             | 2:03 |
| 3.    | Cripes                                | 1:46 |
| 4.    | Silent City                           | 2:30 |
| 5.    | Treedotted Hillside                   | 1:44 |
| 6.    | Wormfarm                              | 1:50 |
| 7.    | Prominent Ghosts                      | 3:18 |
| 8.    | Flickering Lights                     | 2:03 |
| 9.    | Extra Gloves                          | 2:18 |
| 10.   | Portrait Gallery                      | 2:31 |
| 11.   | Tea and Strumpets                     | 2:10 |
| 12.   | By The Moon                           | 1:58 |
| 13.   | Snow Owl                              | 3:06 |
| 29:44 |                                       |      |